# Rita kuturnee
 Rita kuturnee   (лат.) — вид пресноводных рыб семейства косатковых, обитающий в Индии.
Встречаются в реках плоскогорья Декан вплоть до бассейна реки Кришна. Населяет крупные реки.
Длина тела до 30 см. Является объектом коммерческого рыболовства..